# Florian Reus
Florian Reus (* 2. März 1984 in Würzburg) ist ein deutscher Ultraläufer. Auf nationaler Ebene gewann er fünf Meistertitel im 24-Stunden-Lauf. Im internationalen Bereich wurde er 2015 bei den Welt- und Europameisterschaften in Turin Weltmeister in der Einzelwertung. In der Team-Wertung wurde er Deutscher Meister, Welt- und Europameister.

## Sportlicher Werdegang
Florian Reus begann im Alter von 18 Jahren mit dem Laufsport. Ein Erlebnisbericht über den Bieler 100-km-Nachtlauf in der Schweiz hatte ihn inspiriert. Ein Jahr nachdem er mit dem Laufen begonnen hatte, beendete er den Lauf in der Schweiz erfolgreich.
Im Jahr 2006 gewann er als jüngster Läufer aller Zeiten die Deutsche Meisterschaft im 24-Stunden-Lauf in Reichenbach im Vogtland. Ab diesem Zeitpunkt spezialisierte er sich auf die Ultramarathondisziplin. Ein Jahr später verteidigte er den Titel in Scharnebeck, mit 233 gelaufenen Kilometern.
2009 überbot Reus in Palermo mit erlaufenen 236 Kilometern die Qualifikationsnorm für die deutsche Nationalmannschaft. Im Jahr 2010 startete Reus das erste Mal bei den Welt- und Europameisterschaften in Brive.
Im Jahr 2012 und 2013 gewann er jeweils den Titel des Europameisters im 24-Stunden-Lauf, 2015 den Titel des Weltmeisters. Bei der darauffolgenden Weltmeisterschaft im 24-Stunden-Lauf 2017 konnte er seinen Titel nicht verteidigen und wurde Sechster.
Beim Spartathlon (246 km von Athen nach Sparta) belegte er in den Jahren 2013 und 2014 jeweils den zweiten Platz. Ein Jahr später gelang ihm der Sieg in einer neuen deutschen Rekordzeit von 23:17 Stunden.
Im Jahr 2018 beendete Florian Reus im Alter von 34 Jahren seine Karriere im DLV-Nationalteam, startet jedoch weiterhin bei Ultraläufen und auf nationaler Ebene.
Im Dezember 2022 überbot er beim Bahnlauf in Barcelona mit 152,6 km den fast 33 Jahre alten deutschen Rekord im 12-Stunden-Lauf von Richard Fröhlich.

## Bestzeiten
- 10.000 Meter: 34:39 min (Rodgau; 2014)
- Marathon: 2:39:21 h (Kandel; 2014)[3]
- 50 Kilometer: 3:28:12 h (Marburg; 2011)
- 100 Kilometer: 7:38:07 h (Husum; 2014)
- 12-Stunden-Lauf: 152,595 km (Barcelona / Spanien; 2022)
- 24-Stunden-Lauf: 263,899 km (Turin / Italien; 2015)
- 48-Stunden-Lauf: 340,4 km (Brugg / Schweiz; 2020)

## Rekorde
- Deutscher Rekord im 12-Stunden-Lauf mit 152,595 km
- Deutscher Rekord im 24-Stunden-Lauf der Altersklasse MJUN mit 205,318 km
- Deutscher Rekord im 48-Stunden-Lauf der Altersklasse MJUN mit 254,080 km

## Erfolge
2006
- Deutscher Meister 2006 im 24-Stunden-Lauf der DUV in Reichenbach (205,318 km)
- Verleihung der Ehrenplakette in Gold der Stadt Würzburg für das Jahr 2006

2007
- Deutscher Meister 2007 im 24-Stunden-Lauf der DUV in Scharnebeck (233,146 km)
- Ehrung zum Sportler des Jahres 2007 der Deutschen Ultramarathon-Vereinigung

2008
- 2. Platz beim 12-Stunden-Lauf in Basel / Schweiz 2008 (131,973 km)

2009
- 2. Platz beim 24-Stunden-Lauf von Palermo / Italien 2009 (235,738 km)

2010
- Teilnahme an den Welt- und Europameisterschaften 2010 im 24-Stunden-Lauf in Brive / Frankreich

2011
- Deutscher Meister 2011 im 24-Stunden-Lauf der DUV in Reichenbach (246,350 km)

2012
- Sieg beim 100-Kilometer-Lauf in Kopenhagen / Dänemark 2012 (7:42:43 h)
- Deutscher Meister 2012 im 24-Stunden-Lauf der DUV in Stadtoldendorf(255,369 km)
- Europameister 2012 im 24-Stunden-Lauf (Kattowitz / Polen; 2012)
- 2. Platz Weltmeisterschaften 2012 im 24-Stunden-Lauf (Kattowitz / Polen; 2012)
- Welt- und Europameister in der Mannschaftswertung 2012 im 24-Stunden-Lauf (Kattowitz / Polen; 2012)
- Ehrung zum Sportler des Jahres 2012 der Deutschen Ultramarathon-Vereinigung

2013
- Europameister 2013 im 24-Stunden-Lauf (Steenbergen / Niederlande; 2013)
- 3. Platz Weltmeisterschaften 2013 im 24-Stunden-Lauf (Steenbergen / Niederlande; 2013)
- Europameister in der Mannschaftswertung 2013 im 24-Stunden-Lauf (Steenbergen / Niederlande; 2013)
- 2. Platz Spartathlon – Ultralauf über 246 km von Athen nach Sparta (Griechenland; 2013)

2014
- 2. Platz Spartathlon – Ultralauf über 246 km von Athen nach Sparta (Griechenland; 2014) – als erster Deutscher läuft Florian Reus in der 35-jährigen Geschichte des Laufs die Strecke unter 24 Stunden

2015
- Sieg beim Spartathlon in Griechenland (23:17:31 h)
- Weltmeister im 24-Stunden-Lauf mit 263,9 km (Turin / Italien)

2017
- 6. Platz Weltmeisterschaften im 24-Stunden-Lauf (Belfast / Nordirland)

2021
- 2. Platz Deutsche Meisterschaften im 24-Stunden-Lauf (Bad Blumau / Österreich; 2021)
- Deutscher Meister in der Mannschaftswertung 2021 im 24-Stunden-Lauf (Bad Blumau / Österreich; 2021)

2022
- Deutscher Meister 2022 im 24-Stunden-Lauf mit 253,894 km (Bottrop; 2022)
- Deutscher Rekord im 12-Stunden-Lauf mit 152,595 km (Barcelona / Spanien; 2022)